# Eumida bifoliata
Eumida bifoliata är en ringmaskart som först beskrevs av Moore 1909.  Eumida bifoliata ingår i släktet Eumida och familjen Phyllodocidae. Inga underarter finns listade i Catalogue of Life.